# District de Hinwil
Le district de Hinwil est un district du canton de Zurich en Suisse.

## Communes
| Nom         | N° OFS | Population (décembre 2022) |
| ----------- | ------ | -------------------------- |
| Bäretswil   | 111    | +005 098,                  |
| Bubikon     | 112    | +007 496,                  |
| Dürnten     | 113    | +007 779,                  |
| Fischenthal | 114    | +002 606,                  |
| Gossau      | 115    | +010 336,                  |
| Grüningen   | 116    | +003 845,                  |
| Hinwil      | 117    | +011 576,                  |
| Rüti        | 118    | +012 701,                  |
| Seegräben   | 119    | +001 422,                  |
| Wald        | 120    | +010 343,                  |
| Wetzikon    | 121    | +026 018,                  |
| Total       | Total  | +099 220,                  |